# 周建军 (1960年)
周建军（1960年—），四川什邡人，汉族，中华人民共和国政治人物、全国人民代表大会广西地区代表。
毕业于中国水利水电科学研究院专业。加入九三学社。担任九三学社中央委员、北京市副主委，北京市政协常委，清华大学水利水电工程系教授。2008年起担任全国人大代表。2013年，担任全国人大代表。2018年2月24日，当选为第十三届全国人大代表。